# Dum av dig
Dum av dig är en låt av den svenske artisten Daniel Adams-Ray från debutalbumet Svart, vitt och allt däremellan. Låten gavs ut som albumets första singel den 24 juni 2010. Den har flera gånger ansetts som en av de bästa låtarna på skivan, och har beskrivits som "glad och poppig". Refrängen låter precis likadant som George Harrisons låt "Got My Mind Set On You".

## Bakgrund
| ”                           | För jag blir så Dum av dig Säg bara till när var hur Visst det är väl dumt av mig Men jag blir som blind, jag blir som stum Jag borde nog lugna mig Dom kommer döma mig Du lär väl lämna snart och här står jag kvar För jag blir så dum av dig | „ |
| – Refrängen till Dum av dig | |   |

"Dum av dig" komponerades av Adams-Ray och Carl Wikström Ask. Adams-Ray utgjorde hiphopgruppen Snook tillsammans med Oskar Linnros. Gruppen splittrades 2006 och Adams-Ray lade ner karriären. Under sommaren 2009 spelade han in en låt till en modevisning och kände då "ett sug" att göra musik igen. "Dum av dig" är Adams-Rays första solosingel.

## Mottagande
Tidningen Ångermanland ansåg i sin recension av albumet att "Dum av dig" tillsammans med "Gubben i lådan" och "Svart" var albumets bästa låtar. Barometern ansåg att "Dum av dig" är en av de låtar som sticker ut mest på albumet. Matilda Lantz från Musiklandet sa att "Dum av dig" och "Gubben i lådan" var "helt klart skivans gladaste och poppigaste låtar. De som kommer att spelas på förfester, på klubbar och i konsertslut. Himla bra är de!"

## Listframgångar
Dum av dig debuterade som nummer femtioett på Sverigetopplistan den 2 juli 2010. Veckan därpå steg den till plats fyrtiofem, för att den 19 november nå sin hittills högsta placering på plats sexton.
Den 4 juli 2010 debuterade "Dum av dig" som nummer femtio på Digilistan, Sveriges topplista över de mest nedladdade låtarna. Veckan därefter steg den till plats fyrtio, och följande vecka föll den till nummer fyrtiotvå. Högsta placering nådde den vecka 41 på plats 30.

## Låtlista
- Digital nedladdning[1]

1. "Dum av dig" – 3:43
2. "Dum av dig" (Instrumental) – 3:43

- Digital nedladdning – Remix[13]

1. "Dum av dig" (Shitsmith Remix) – 4:29

## Andra versioner
- I mars 2011 släppte svenska hiphopduon Ison & Fille singeln Galen som bygger på en röstsampling från Dum av dig.
- I november 2021 framförde Melissa Horn en cover av låten med delvis ändrad text i den tolfte säsongen av Så mycket bättre, där Adams-Ray också medverkade.

## Topplistor

### Originalversionen
| Topplista (2010)            | Högsta position |
| --------------------------- | --------------- |
| Sverige (Digilistan)        | 30              |
| Sverige (Sverigetopplistan) | 16              |

### Melissa Horns version
| Topplista (2021)            | Högsta position |
| --------------------------- | --------------- |
| Sverige (Sverigetopplistan) | 48              |